# THAP10
THAP10 (англ. THAP domain containing 10) – білок, який кодується однойменним геном, розташованим у людей на 15-й хромосомі. Довжина поліпептидного ланцюга білка становить 257 амінокислот, а молекулярна маса — 28 351.
| 10         |  | 20         |  | 30         |  | 40         |  | 50         |
| ---------- |  | ---------- |  | ---------- |  | ---------- |  | ---------- |
| MPARCVAAHC |  | GNTTKSGKSL |  | FRFPKDRAVR |  | LLWDRFVRGC |  | RADWYGGNDR |
| SVICSDHFAP |  | ACFDVSSVIQ |  | KNLRFSQRLR |  | LVAGAVPTLH |  | RVPAPAPKRG |
| EEGDQAGRLD |  | TRGELQAARH |  | SEAAPGPVSC |  | TRPRAGKQAA |  | ASQITCENEL |
| VQTQPHADNP |  | SNTVTSVPTH |  | CEEGPVHKST |  | QISLKRPRHR |  | SVGIQAKVKA |
| FGKRLCNATT |  | QTEELWSRTS |  | SLFDIYSSDS |  | ETDTDWDIKS |  | EQSDLSYMAV |
| QVKEETC    |  |            |  |            |  |            |  |            |

A: Аланін

C: Цистеїн

D: Аспарагінова кислота

E: Глутамінова кислота

F: Фенілаланін

G: Гліцин

H: Гістидин

I: Ізолейцин

K: Лізин

L: Лейцин

M: Метіонін

N: Аспарагін

P: Пролін

Q: Глутамін

R: Аргінін

S: Серин

T: Треонін

V: Валін

W: Триптофан

Білок має сайт для зв'язування з іонами металів, іоном цинку, ДНК. 